# El libro de piedra (película de 1969)
El libro de piedra es una película de terror gótico sobrenatural mexicana de 1969, dirigida por Carlos Enrique Taboada.

## Argumento
Julia Septién, una prestigiosa institutriz, es llamada a cuidar de Silvia, la hija del millonario Eugenio Ruvalcaba. Eugenio se ha mudado a una casona en el campo con ella y con su nueva esposa Mariana, pero desde su llegada comenta que Silvia está teniendo comportamientos extraños relacionados con algún trastorno mental.
Al relacionarse con la niña, Silvia le cuenta a su nueva institutriz que tiene un amigo llamado Hugo, y habla de él constantemente. Cuando Julia le comenta al padre que la amistad de Hugo le hace bien a Silvia, este le revela que Hugo no es un niño de verdad: 'Hugo' es la estatua de un niño que sostiene un libro, traída de Austria por el antiguo dueño de la casa y ubicada cerca del lago. Aunque Julia no ve problema con el amigo imaginario de la niña, Eugenio y Mariana le advierten que la obsesión de Silvia con él va mucho más allá de las fantasías normales.
La casa pronto se ve azotada por una sucesión de hechos inexplicables, como siluetas en las ventanas y objetos que aparecen y desaparecen; Silvia a veces predice cosas que pasarán, o demuestra saber cosas que nadie le ha dicho. Una noche, Silvia le cuenta a Julia que Hugo es el hijo de un poderoso mago, creador de un libro de magia negra capaz de resucitar a los muertos, y que le dejó por encargo al niño cuidar del libro hasta que él resucitara. Todos se muestran escépticos ante la historia, pero Julia se sorprende al descubrir que las historias que Silvia escucha de Hugo corresponden con lugares reales de los que nadie nunca le ha hablado, y empieza a preocuparse cuando encuentra indicios de brujería en los juegos de la niña. Cuando Herminia, una de las sirvientas, le revela a su patrón que Silvia ha estado haciendo signos con sal en el cenador, y le jura que con ellos hizo resucitar a un lagarto, él y su gran amigo Carlos consultan con un antropólogo en la capital: este les revela que los dibujos de la niña corresponden con exactitud a signos de magia negra en uso durante la Edad Media.
Se decide retirar la estatua de la casa, por el bienestar de todos. En camino al pueblo para contratar obreros que le ayuden con esta tarea, Carlos sufre un terrible accidente y muere. Por petición de la policía, dos testigos deben presentarse en la morgue para identificar el cadáver, así que Eugenio y Julia van a la capital para cumplir con este deber, dejando a Mariana cuidando de la niña. Cuando regresan, Mariana y Silvia no se encuentran en sus cuartos. Una apresurada búsqueda revela a Mariana ahogada en el lago y a Silvia, quien les informa que el responsable de todo fue Hugo; enfurecido, Eugenio agarra un mazo y rompe la cabeza y las manos de la estatua mientras Silvia lo observa aterrorizada. La niña se desmaya y queda inconsciente. Una consulta con el doctor al día siguiente convence a Eugenio de que debe irse de la casa esa misma noche si quiere preservar la salud mental de su hija.
Mientras suben las maletas al automóvil, Julia descubre que Silvia no está en su cuarto. Al buscar en el lago, ella y Eugenio se encuentran con la estatua de Hugo restituida: sin embargo, en lugar de la cabeza original, la estatua que sostiene el libro de piedra ahora porta la cabeza petrificada de Silvia.

## Reparto
- Joaquín Cordero como Eugenio Ruvalcaba
- Norma Lazareno como Mariana Ruvalcaba
- Marga López como Julia Septién
- Aldo Monti como Carlos
- Lucy Buj como Silvia Ruvalcaba
- Jorge Pablo Carrillo como Hugo

## Locaciones
Fue filmada en la Ciudad de México y su zona metropolitana:
- Amecameca, Estado de México, México
- Ciudad de México, México D. F., México
- Viveros de Coyoacán, México D. F., México

## Reedición
Julio César Estrada decidió rescatar aquel proyecto que dejó inconcluso en 1992 de recrear dos cintas de Carlos Enrique Taboada comprando los derechos de Girón de niebla y El libro de piedra.
Esta nueva versión, titulada también El libro de piedra, se filmó a finales del año 2008 en el estado de Chiapas, concretamente en un lago ubicado a 40 minutos de la ciudad de Tuxtla Gutiérrez y en un bosque de San Cristóbal de las Casas. El autor asegura que no se trata simplemente de una copia, pero sí mantiene la esencia de la versión de Taboada. El nuevo elenco está conformado por Ludwika Paleta, Evangelina Sosa, Plutarco Haza, Mariana Beyer y Jorge Lago. Se estrenó en el año 2009.